# Imperiul German
Imperiul german (în germană: Deutsches Kaiserreich) a fost un stat național creat la 18 ianuarie 1871 și desființat la 9 noiembrie 1918, odată cu abdicarea împăratului Wilhelm al II-lea. 
În istoriografia germană se folosește destul termenul mai precis de „Al Doilea Reich”, considerând Sfântul Imperiu Roman ca Primul Reich, iar Germania nazistă ca Al Treilea Reich. Primul care a folosit această enumerare a fost Arthur Moeller van Den Bruck, care, în 1923, făcea apologia unui al treilea Imperiu German idealizat. Ideile sale au fost preluate de propaganda nazistă. După „războiul cel mare” (cunoscut mai apoi ca Primul Război Mondial), denumirea Drittes Reich (tradus Al treilea Imperiu, dar de cele mai multe ori desemnat ca Al Treilea Reich) a devenit numele folosit în toate situațiile pentru Germania nazistă, fiind folosit chiar și de reprezentanții regimului lui Hitler.
„Imperiul German” (Deutsches Reich) era numele oficial al statului atât în perioada de domnie a kaizerilor (1871-1918), cât și în timpul republicii de la Weimar și a Germaniei naziste, de aceea următoarele trei articole ale seriei Istoriei Germaniei acoperă denumirea oficială de Deutsches Reich.
Sub masca idealismului, naționalismul german s-a îndepărtat rapid de caracterul său liberal de la 1848, pentru a ajunge la autoritara Realpolitik a primului-ministru prusac Otto von Bismarck. Bismarck dorea să înfăptuiască unificarea germanilor într-un stat conservator dominat de Prusia. Scopul său a fost atins prin trei succese militare:
1. La început s-a aliat cu Austria pentru a învinge Danemarca într-un război scurt (Al doilea război pentru Schleswig) din 1864, reușind să cucerească astfel Schleswig-Holstein.
2. În 1866, cu participarea Italiei, el a făcut să izbucnească războiul austro-prusac. Austriecii au fost învinși în bătălia de la Königgrätz. Bismarck a reușit să excludă vechii rivali austrieci de la formarea Confederației Germane Nordice, confederație compusă din statele germane care sprijiniseră Prusia în război. Această Confederație Germană avea să fie precursorul Imperiului din 1871.
3. În sfârșit, Franța a fost învinsă în războiul franco-prusac (1870–1871). Confederația a fost transformată în Imperiu prin proclamarea regelui Prusiei Wilhelm I ca împărat german într-o ceremonie din Palatul Versailles, un gest de umilire a Franței.

Bismarck a pregătit personal în linii mari Constituția Confederației Germane de Nord din 1866 să devină Constituția Imperiului German din 1871. Germania se bucura de câteva caracteristici democratice: cea mai importantă era Reichstagul (Parlamentul), care, spre deosebire de Parlamentul Prusiei, avea membrii aleși prin sufragiu direct și egal al tuturor cetățenilor germani de sex masculin. Totuși, legile, pentru a fi aprobate, aveau nevoie și de aprobarea Bundesrat (Camera federală a deputaților statelor), adunare în care Prusia avea o influență majoră. În acest fel, Prusia exercita o influență hotărâtoare în amândouă camerele. Puterea executivă era apanajul kaizerului, care numea cancelarul federal, primul fiind Otto von Bismarck. Cancelarul era răspunzător numai în fața Împăratului și îndeplinea fără comentarii toate indicațiile suveranului. În mod oficial, cancelarul ocupa singura funcție executivă în stat. În practică însă, secretarii de stat, (birocrații de frunte ai statului, care se ocupau de unele domenii precum finanțele, afacerile externe sau apărarea), funcționau ca miniștri neoficiali ai portofoliilor respective. Cu excepția perioadelor 1872-1873 și 1892-1894, cancelarul a fost și primul-ministru al Prusiei. Reichstagul avea puterea să aprobe, să modifice sau să respingă legi, dar nu avea dreptul la inițiativă legislativă, putere care aparținea exclusiv cancelarului.
Forțele militare ale statelor mai mici au fost trecute sub controlul Prusiei, în timp ce armatele regatelor mai mari precum Bavaria și Saxonia au fost organizate conform principiilor prusace, urmând ca pe timp de război să fie controlate de guvernul federal. Deși imperiul era din multe puncte de vedere un stat autoritarist, a fost permisă dezvoltarea partidelor politice. 

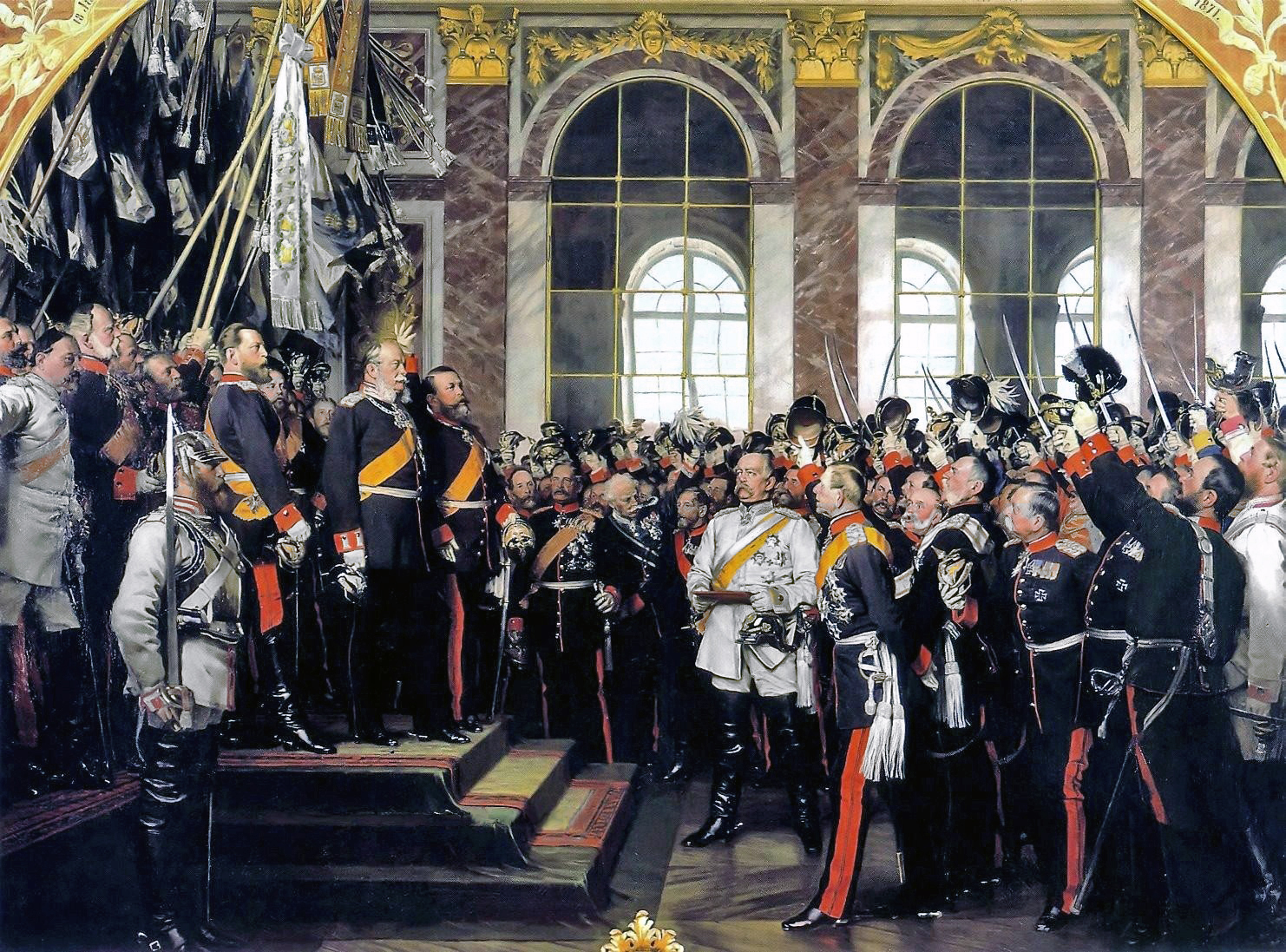
Proclamarea Imperiului german la Versailles (cu Bismarck în alb, în centru). Pictură de Anton von Werner

Evoluția Imperiului German autoritarist poate fi comparată în anumite limite cu dezvoltarea Italiei și Japoniei. La fel ca și Bismarck în Germania, Contele Camillo Benso di Cavour în Italia a folosit diplomația și războiul pentru a-și atinge obiectivele: s-a aliat cu Franța mai înainte de a ataca Imperiul Austriac, asigurând unificarea Italiei ca regat condus de dinastia Piemonteză până în 1861, (cu excepția Statului Papal și a Veneției aflată sub stăpânire austriacă). Cavour, ostil acțiunilor revoluționarilor liberali republicani precum Giuseppe Garibaldi și Giuseppe Mazzini, a conceput reunificarea Italiei pe coordonate conservatoare. În mod similar cu Italia lui Cavour, Japonia a avut un parcurs conservator spre modernizare, de la căderea Șogunatului Tokugawa și de la Restaurația Meiji până în 1918. În Japonia a fost înființată în 1882 o comisie care să studieze diferitele structuri guvernamentale din toată lumea. Această comisie a fost impresionată în mod special de Germania lui Bismarck, ducând la conceperea unei Constituții în 1889, care asigura premierului nipon o poziție similară cu cea a cancelarului german, responsabil alături de colaboratorii săi doar în fața Împăratului.
Unificarea Germaniei a presupus absorbția întregului Regat al Prusiei în noul imperiu. Provinciile prusace Prusia Răsăriteană, Prusia Apuseană și Posen au fost incorporate în noul stat național. Prusia Răsăriteană și cea Apuseană aveau minorități poloneze importante, în vreme ce Posenul era locuit în principal de polonezi. În timpul revoluției de la 1848, Parlamentul de la Frankfurt nu găsise o soluție practică pentru incorporarea polonezilor rămăși fără un stat reprezentativ după împărțirile Poloniei din secolul al XVIII-lea. Noul Imperiu German era alarmat de proporția populației poloneze din provinciile răsăritene, care se schimba în continuu datorită natalității mai ridicate a polonezilor și migrației etnicilor germani către regiunile mai puternic industrializate din vest. Guvernul nu putea pune bază pe loialitatea cetățenilor de origine etnică poloneză, de vreme ce aceștia se opuneau asimilării. Începând cu anul 1873, guvernul a încercat să impună limba germană ca singură limbă folosită în imperiu în speranța înfrângerii opoziției polonezilor. Rezultatul a fost exact contrar celui așteptat, și anume creșterea rezistenței la germanizare.
Un factor important în anatomia socială a acestor guvernări a fost păstrarea unei importante puteri politice de către marii proprietari funciari, junkerii, datorită lipsei unor mișcări importante revoluționare ale țărănimii în alianță cu proletariatul urban.

## Statele constituente ale Imperiului german
- Regate (“Königreiche”)

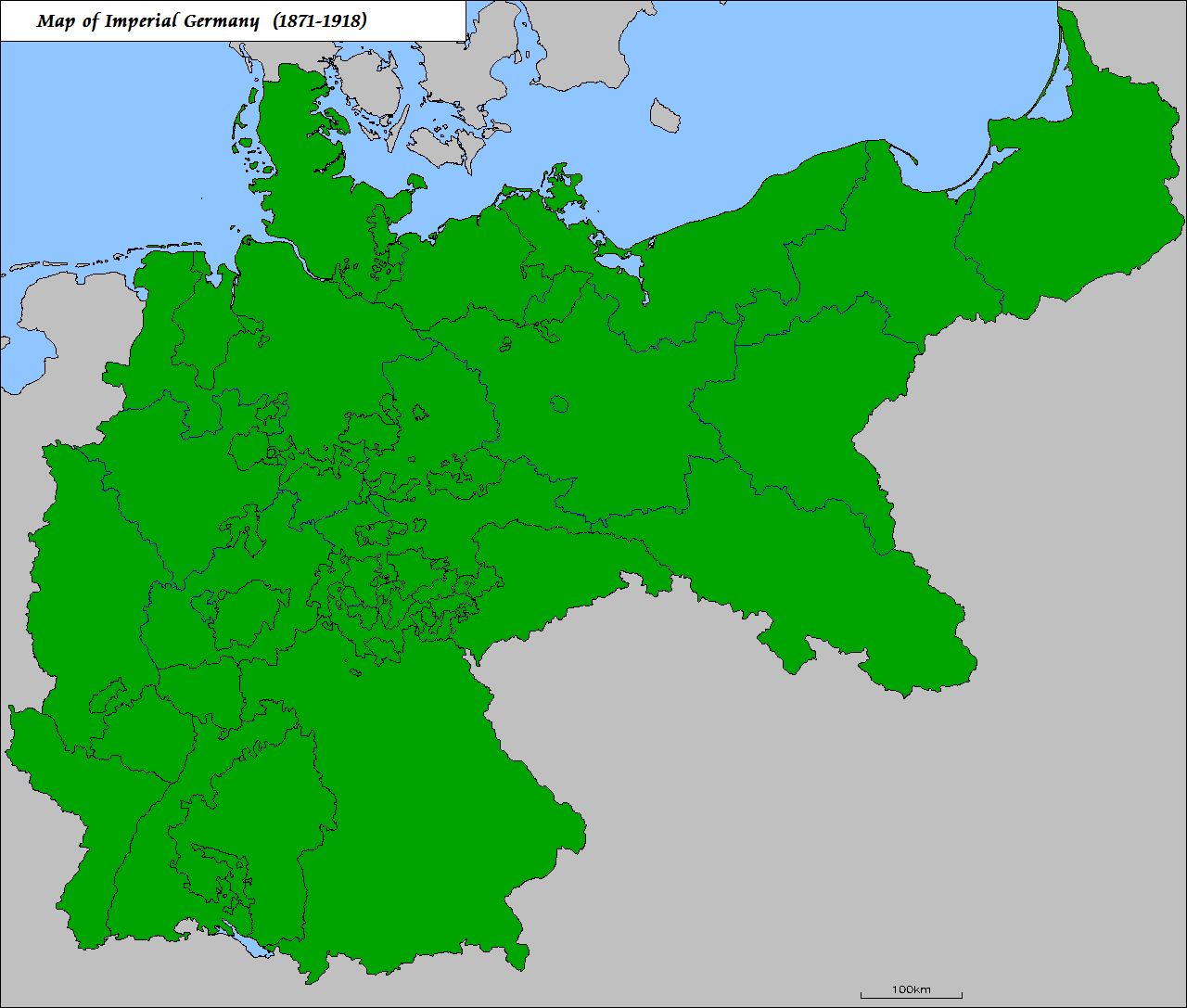
Imperiul german, 1871–1918

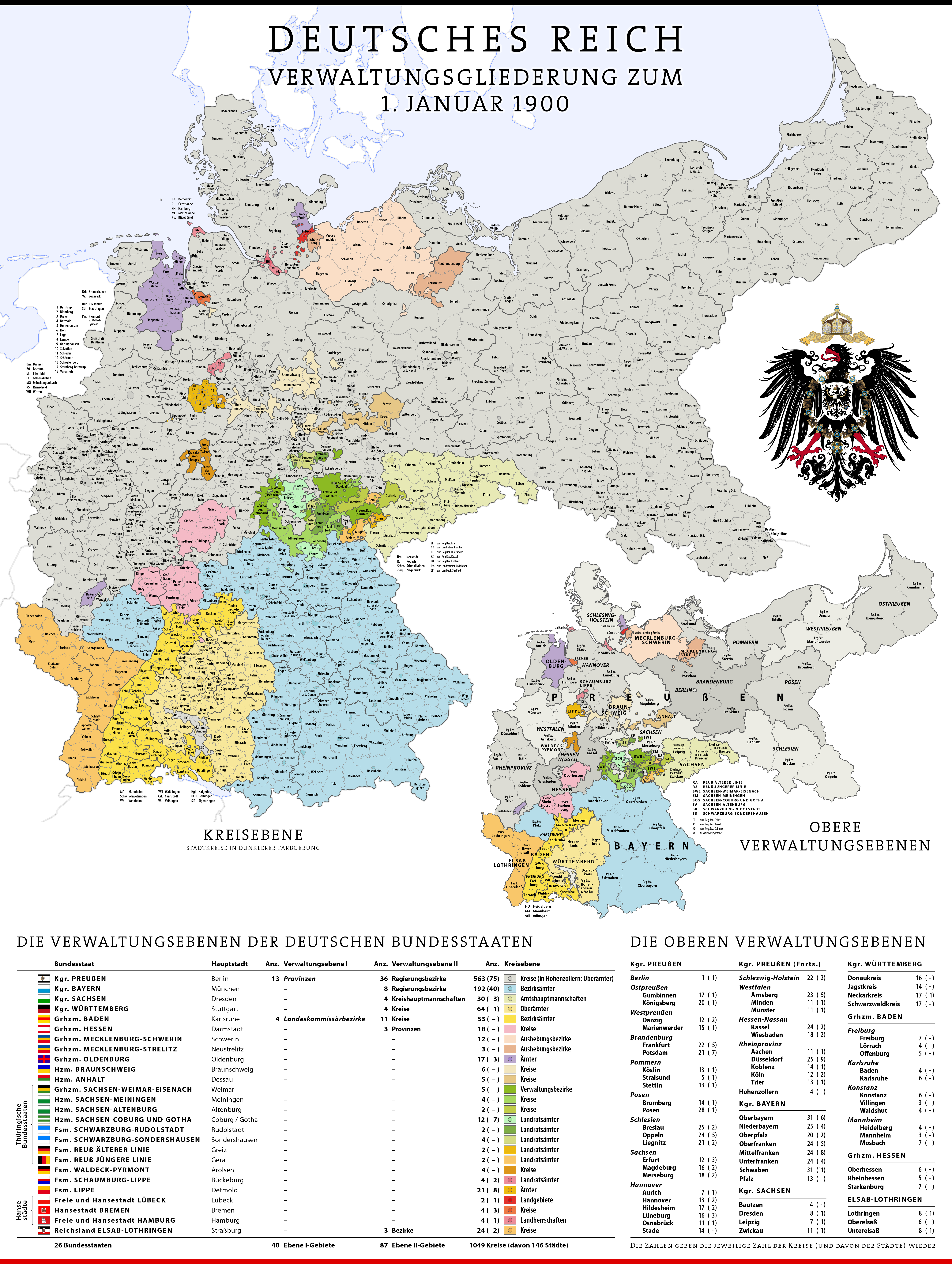
Hartă cu împărțirea administrativă a imperiului, în ianuarie 1900

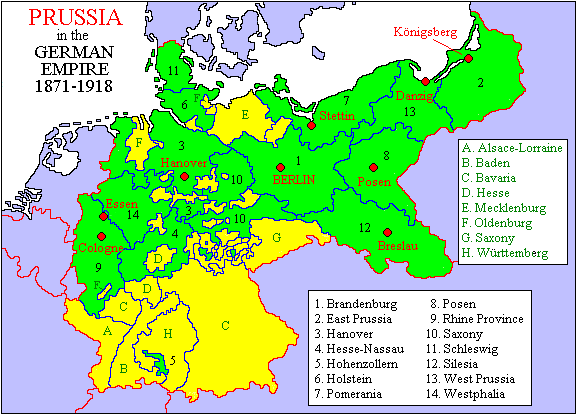
Prusia (cu verde) în Imperiul german, 1871–1918

  - Bavaria (“Bayern”), capitala – München
  - Prusia (“Preußen”), capitala – Berlin
  - Saxonia (“Sachsen”), capitala – Dresden
  - Württemberg, capitala – Stuttgart

- Mari Ducate (“Großherzogtümer”)
  - Baden, capitala – Karlsruhe
  - Hessa-Darmstadt ("Hessen", neoficial "Hessen-Darmstadt"), capitala – Darmstadt
  - Mecklenburg-Schwerin, capitala – Schwerin
  - Mecklenburg-Strelitz, capitala – Strelitz
  - Oldenburg, capitala – Oldenburg
  - Saxonia-Weimar-Eisenach (“Sachsen-Weimar-Eisenach”), capitala – Weimar

- Ducate (“Herzogtümer”)
  - Anhalt, capitala – Dessau
  - Braunschweig, capitala – Braunschweig
  - Saxonia-Altenburg (“Sachsen-Altenburg”), capitala – Altenburg
  - Saxonia-Coburg-Gotha (“Sachsen-Coburg und Gotha”), capitala – Coburg
  - Saxonia-Meiningen (“Sachsen-Meiningen”), capitala – Meiningen

- Principate (“Fürstentümer”)
  - Lippe, capitala – Detmold
  - Reuss-Gera sau Linia Tânără Reuss (“Reuß jüngere Linie”), capitala – Gera
  - Reuss-Greiz sau Linia Bătrână Reuss (“Reuß ältere Linie”), capitala – Greiz
  - Schaumburg-Lippe, capitala – Bückeburg
  - Schwarzburg-Rudolstadt, capitala – Rudolstadt
  - Schwarzburg-Sondershausen, capitala – Sondershausen
  - Waldeck-Pyrmont, capitala – Arolsen

- Orașe independente, libere (“Freie Hansestädte”)
  - Bremen
  - Hamburg
  - Lübeck

- Altele:
  - Teritoriul Imperial al Alsaciei și Lorenei (“Reichsland Elsaß-Lothringen”)
- Teritoriu total: 540,857.54 km²

## Modernizarea conservatoare
Politica internă a lui Bismarck a avut un rol important în formarea culturii politice a Kaiserreich-ului. După unificarea din 1871, guvernarea semiparlamentară germană a impus o reformă politică și economică de sus în jos, reformă relativ fără asperități, ceea ce a condus Germania către statutul de forță industrială de primă mărime a timpului.
Nu numai că fabricanții germani au câștigat piața internă excluzându-i pe cei britanici, dar, pe la mijlocul anilor 1880, capitaliștii britanici apăruți în urma Revoluției Industriale au fost nevoiți să facă față competiției cu cei germani și pe piețele externe. Industrializarea a progresat în mod spectaculos în Germania și Statele Unite ale Americii, permițându-le acestor state să cucerească primele locuri mondiale înaintea Angliei și Franței. Întreprinderile textile și metalurgice germane, de exemplu, până la începutul războiului franco-prusac, au reușit să depășească pe cele britanice în eficiență tehnică și organizare, cucerind chiar și piața insulară.
După unificarea oficială din 1871, Bismarck și-a orientat eforturile către desăvârșirea unității naționale sub umbrela prusacă. Atât conservatorismul catolic, conceptualizat de schimbarea reacționară a politicii Sfântului Scaun în timpul pontificatului Papei Pius al IX-lea, concretizată prin dogma Infailibilității Papale, ca și radicalismul clasei muncitoare, materializat prin apariția Partidului Social Democratic din Germania, au ajuns să fie îngrijorate de dezorganizarea diferitelor segmente ale populației datorată schimbării rapide de la economie bazată pe agricultură la una capitalist-industrială modernă, în condițiile unei tutele reacționare. Cum reprimarea completă atât a catolicilor cât și a socialiștilor a eșuat, politica lui Bismarck numită a "morcovului și bățului" a reușit să potolească ambele grupuri radicale.
Obiectivele lui Bismarck pot fi rezumate la trei direcții principale: Kulturkampf, reforma socială și unificarea națională.
- Kulturkampf – După încorporarea statelor catolice din sud și a teritoriilor poloneze din est, catolicismul, reprezentat de Partidul de Centru Catolic, părea principala amenințare a naționalismului prusac aristocratico-militarist al lui Bismarck, deoarece catolicii erau considerați ca fiind loiali mai întâi Papei și mai apoi statului. Catolicii din sud, (țărani, artizani, meșteșugari organizați în bresle, clerici și aristocrați ai micilor state), proveniți din rândurile unei societăți agrare, mai puțin dezvoltate decât statele protestante din nord, au avut la început probleme în competiția cu eficiența industrială și piețele deschise de Zollverein. După 1878, lupta împotriva socialiștilor avea să unească forțele catolicilor și ale lui Bismarck, ducând la sfârșitul Kulturkampf, ceea ce avea să aducă la o și mai mare nesupunere catolică decât cea care existase mai înainte și care a întărit catolicismul în Germania în loc să-l slăbească.

- Reforma socială – Pentru a stăpâni clasa muncitoare și pentru a slăbi influența grupurilor socialiste, crearea de către Bismarck a unui stat cu sistem de ajutor social gratuit a atras clasa muncitoare de partea naționalismului german. Sistemul asigurărilor sociale inițiat de Bismarck – asigurările de sănătate în 1883, asigurările de accidente în 1884, asigurările de invaliditate și de pensie în 1889 – au fost cele mai avansate din lume la vremea respectivă și continuă să existe și în ziua de azi în Germania.

- Unificarea națională – Bismarck a inițiat măsuri pentru reducerea diferențelor enorme dintre statele germane, (care se dezvoltaseră independent timp de secole), în mod special în domeniul legislativ.

Istoria sistemelor legislative și a sistemelor judiciare complet diferite puneau piedici uriașe în dezvoltarea Germaniei, în special în cadrul comerțului național. Dacă un cod comercial fusese adoptat de Confederație în 1861, în ceea ce privește restul sistemelor legislative erau foarte puține similitudini.
În 1871, a fost introdus un Cod Penal comun (Reichsstrafgesetzbuch), iar în 1877 au fost introdus un Cod de Procedură Judiciară (Gerichtsverfassungsgesetz), un Cod de Procedură Civilă (Zivilprozessordnung) și un Cod de Procedură Penală (Strafprozessordnung) comune. În 1873, a fost amendată Constituția pentru a permite împăratului să înlocuiască diferitele Coduri Civile ale statelor, acolo unde ele existau. Spre exemplu, părțile din Germania care fuseseră ocupate de Franța Napoleoniană adoptaseră Codul Civil Francez, în timp ce în Prusia era în vigoare încă din 1794 Allgemeines Preußisches Landrecht. În 1881, a fost înființată o primă comisie pentru elaborarea unui Cod Civil comun pentru întreg imperiul, care a dus la apariția Bürgerliches Gesetzbuch (BGB), și care a căpătat putere de lege în ianuarie 1900. Ducând la bun sfârșit aceleași sarcini pe care le-au dus la bun sfârșit în alte țări revoluțiile de jos în sus, efectele finale ale modernizării conservatoare au fost distincte. În timp ce puterea politică reală rămânea încă în mâinile aristocrației, guvernul a căutat să păstreze cât se poate mai mult posibil din cadrul social inițial, chiar în condițiile în care baza economică a proprietarilor de pământ s-a diminuat rapid în comparație cu cea a industriașilor. Unificarea a fost urmată de o perioadă lungă de conducere conservatoare până la autoritarism. Conducerea statului a trebuit să aibă controlul asupra unui aparat birocratic suficient de puternic, inclusiv agențiile de represiune, poliția și armata.

## Militarismul

Drapelul militar al Marinei Imperiale Germane, având în colțul superior-dreapta Crucea de Fier ("Eiserne Kreuz") pe fondul tricolorului german negru-alb-roșu

Unul dintre produsele secundare ale modernizării conservatoare a fost militarismul. Pentru a uni clasele superioare ale societății – atât a aristocrației militare cât și a industriașilor, militarismul s-a dovedit calea necesară de continuare a modernizării fără schimbarea structurilor socio-politice. Fiecare dintre elitele coaliției conducătoare din imperiu a găsit anumite avantaje în expansiunea externă: monopolurile în continuă dezvoltare doreau sprijin imperial pentru asigurarea apărării investițiilor din străinătate împotriva concurenței și a tensiunilor politice de peste graniță; birocrația dorea mai multe posturi și putere; mica aristocrație funciară în declin dorea titluri oficiale. Luând seama la dezvoltarea sindicalismului, socialismului și a altor mișcări de protest în o perioadă de efervescență revoluționară atât în Europa cât și în America de Nord, elitele germane au folosit imperialismul naționalist pentru câștigarea sprijinul clasei muncitoare. Imperialismul german a insuflat clasei muncitoare sentimente naționaliste puternice. Prusia – moștenitoarea tradițiilor statului-garnizoană construit de conducători precum Friedrich Wilhelm I și Frederick cel Mare în secolul al XVIII-lea – a reușit să creeze o mașină militară suficient de puternică nu numai să se opună cu succes adversarilor continentali precum Austria și Franța, dar și să impună statul german pe arena politică internațională.
Imperialiștii germanii, de exemplu cei din Alldeutscher Verband, afirmau că poziția de supraputere a Marii Britanii oferea acesteia avantaje nedrepte pe piețele mondiale, ceea ce ducea la limitarea creșterii economiei germane și la amenințări la adresa securității naționale. Numeroși conducători politici și industriași europeni doreau accelerarea împărțirii coloniale a Africii prin ocuparea unor colonii chiar mai înainte de a avea nevoie de ele. Argumentația lor era aceea că piețele puteau deveni în scurtă vreme suprasaturate, iar supraviețuirea economiilor naționale depindea de capacitatea lor de a descărca surplusul de producție în colonii. Ca răspuns, imperialiștii britanici precum Joseph Chamberlain au ajuns la concluzia că imperialismul oficial era necesar Angliei datorită declinului relativ al exporturilor țării și datorită concurenței americane, germane și franceze.
Schimbarea echilibrului puterii în Europa a fost cea care a facilitat în ultimă instanță expansiunea colonialistă. După ce ordinea conservatoare în Europa a fost reinstaurată de Congresul de la Viena, atracția imperialismului a atins și alte state decât puterile recunoscute în domeniu: Franța și Marea Britanie. Noile state naționale Germania și Italia nu mai erau implicate în conflicte europene și dispute interne, așa cum fuseseră până la războiul franco-prusac.
De aceea, Bismarck, neinteresat fiind de aventuri peste mări și țări, a ajuns să aprecieze în cele din urmă valoarea politică a coloniilor. Puterile Centrale absolutiste, conduse de Germania unificată de curând, aflată în plin proces de industrializare, având o marină în continuă dezvoltare, (care și-a dublat capacitatea între războiul franco-prusac și primul război mondial), au devenit rapid o amenințare strategică pentru piețele și securitatea unor puteri mai demult stabilite, așa cum erau Puterile Aliate și Imperiul Rus. Eforturile germane au dus la cucerirea doar a unui mic imperiu colonial, în comparație cu cele ale Angliei sau Franței.
Ca urmare a inițiativelor politicii externe germane, (dar și a fondării unei importante flote militare prin legile din 1898 și 1900), Marea Britanie s-a lăturat alianței franco – ruse (Antanta).

## Imperiul german după Bismarck
Imperiul a înflorit sub conducerea lui Bismarck până la moartea kaizerului (martie 1888). În așa-numitul Dreikaiserjahr (Anul celor trei împărați), Friedrich al III-lea, fiul și succesorul răposatului împărat, a fost la putere numai 99 de zile, lăsând coroana tânărului și impetuosului Wilhelm al II-lea, care l-a obligat pe Bismarck să părăsească postul de cancelar în martie 1890.
Partidul Social Democrat din Germania (SPD) s-a dezvoltat până la a deveni cel mai puternic partid socialist din lume, cucerind în ianuarie 1912 o treime din voturile alegătorilor pentru Reichstag (parlamentul imperial). Totuși, guvernul a rămas in mâinile unor coaliții conservatoare succesive sprijinite de liberalii de dreapta sau de clericii catolici și dependente în mare măsură de bunăvoința kaizerului.

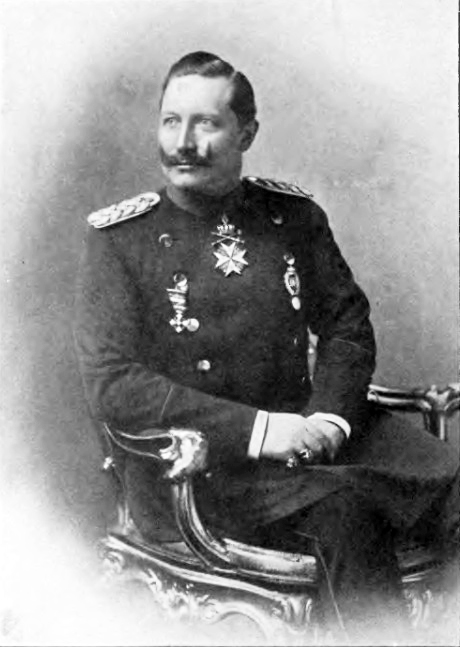
Împăratul Wilhelm al II-lea

Echilibrul european instabil al puterii a fost distrus în momentul în care Austro-Ungaria, aliatul Germaniei încă din 1879, a declarat război Serbiei în iulie 1914, după asasinarea moștenitorului tronului Austriei. Germania a sprijinit în mod necondiționat obiectivele din Serbia ale aliatului austriac credincios. Serbia era sprijinită de Imperiul Rus, care la rândul lui era aliat cu Franța. Ca urmare a deciziei Rusiei de mobilizare generală, (împotriva atât a Austro-Ungariei cât și a Germaniei), Germania a declarat război Rusiei și Franței în ceea ce a fost considerată o lovitură preventivă.
Astfel au fost declanșate luptele primului război mondial. În ciuda succeselor inițiale, Germania și aliații săi au fost înfrânți de Antanta, a căror forță s-a întărit odată cu intrarea în luptă a Statelor Unite ale Americii în 1917. Împăratul Wilhelm al II-lea a fost detronat și exilat de o mișcare revoluționară condusă de elemente din opoziția social-democrată și comunistă în noiembrie 1918, care, în ianuarie 1919, au organizat o nouă încercare de preluare a puterii, eșuată de această dată.
În iunie 1919 Tratatul de la Versailles a pus în mod oficial capăt războiului. Documentele tratatului de pace au fost semnate în Sala Oglinzilor din Palatul Versailles, în același loc unde în 1871 fusese proclamat Al doilea Reich. Germania a pierdut teritorii în favoarea Franței, Belgiei și a Poloniei renăscute și a fost obligată să plătească uriașe despăgubiri de război.
|  |  |  |
|  |  |  |

## Moștenirea lăsată de Imperiul german
Conducerea reacționară a lui Bismarck prin cooptare și coercițiune și perpetuarea de către el a virtuților militarismului și guvernării autoritar-autocratice a junkererilor poate fi mai bine înțeleasă dacă se ia în considerație faptul că națiunea fusese unită doar de puțină vreme și, într-o oarecare măsură, printr-un proces incomplet. De asemenea, trebuie ținut seama de acțiunile puternicului lor vecin, Franța, care a dus timp de mai multe secole o politică activă de menținere a mai multor "Germanii" divizate și slabe, ca și de faptul că regiunile germane au fost teatrele de înfruntare a intereselor diferitelor puteri europene, cu consecințe devastatoare. Amintirile timpurii ale generației lui Bismarck au fost marcate de războaiele napoleoniene și de umilirea națională a Prusiei. Dorința de a nu da dovadă de slăbiciune în exterior a făcut ca adoptarea de către astfel de oameni a unor modalități de guvernare mai liberală să fie improbabilă.
Moștenirea lui Bismarck, potențată și de domnia kaizerului militarist Wilhelm al II-lea, a contribuit, apreciază anumiți istorici, la formarea culturii politice în care și-a găsit baza nazismul. În Germania (ca și în Japonia și Italia) încercările de mai târziu de a extinde democrația au dus la instalarea unui regim politic instabil – Republica de la Weimar. Această democrație constituțională nu a putut face față problemelor severe ale Germaniei de după război și nu a fost capabilă să producă schimbări structurale.
În ciuda reușitelor în procesul industrializării și în dezvoltarea științei în Al doilea Reich, Germania a păstrat un caracter despotic, datorită înclinațiilor militariste și a unificării prin „foc și sabie”. Armata – educată în spiritul militarismul junkerilor prusaci, a glorificării războiului și a loialității în afara oricărei discuții față de stat, ierarhie și conducător – a rămas în mod nestrămutat loială dinastiei Hohenzollern. Valorile „statului garnizoană” represiv, bine înrădăcinate în sistemul agricol prusac încă de la înfrângerea cavalerilor teutoni, aveau să ajungă la extrem în timpul celui de-al treilea Reich.